# Ringe kommun
Ringe kommun var en kommun i Fyns amt i Danmark. Sedan 2007 ingår den i Fåborg-Midtfyns kommun.